# Paris-Roubaix 1970
La 68e édition de la course cycliste Paris-Roubaix a eu lieu le 12 avril 1970 et a été remportée en solitaire par le Belge Eddy Merckx. Il s'agit de sa deuxième victoire. L'écart entre Merckx et Roger De Vlaeminck reste le plus grand entre le premier et le deuxième de l'épreuve.

## Classement final
|    | Cycliste            | Équipe               | Temps           |
| -- | ------------------- | -------------------- | --------------- |
| 1  | Eddy Merckx         | Faemino              | 6 h 23 min 15 s |
| 2  | Roger De Vlaeminck  | Flandria-Mars        | + 5 min 21 s    |
| 3  | Eric Leman          | Flandria-Mars        | + 5 min 29 s    |
| 4  | André Dierickx      | Flandria-Mars        | + 5 min 29 s    |
| 5  | Walter Godefroot    | Salvarani            | + 7 min 07 s    |
| 6  | Frans Verbeeck      | Geens-Watney-Diamant | + 7 min 07 s    |
| 7  | Jan Janssen         | Bic                  | + 7 min 07 s    |
| 8  | Roger Rosiers       | Bic                  | + 7 min 07 s    |
| 9  | Gerben Karstens     | Peugeot-Michelin-BP  | + 8 min 05 s    |
| 10 | Jean-Pierre Monseré | Flandria-Mars        | + 8 min 05 s    |